# Тазия

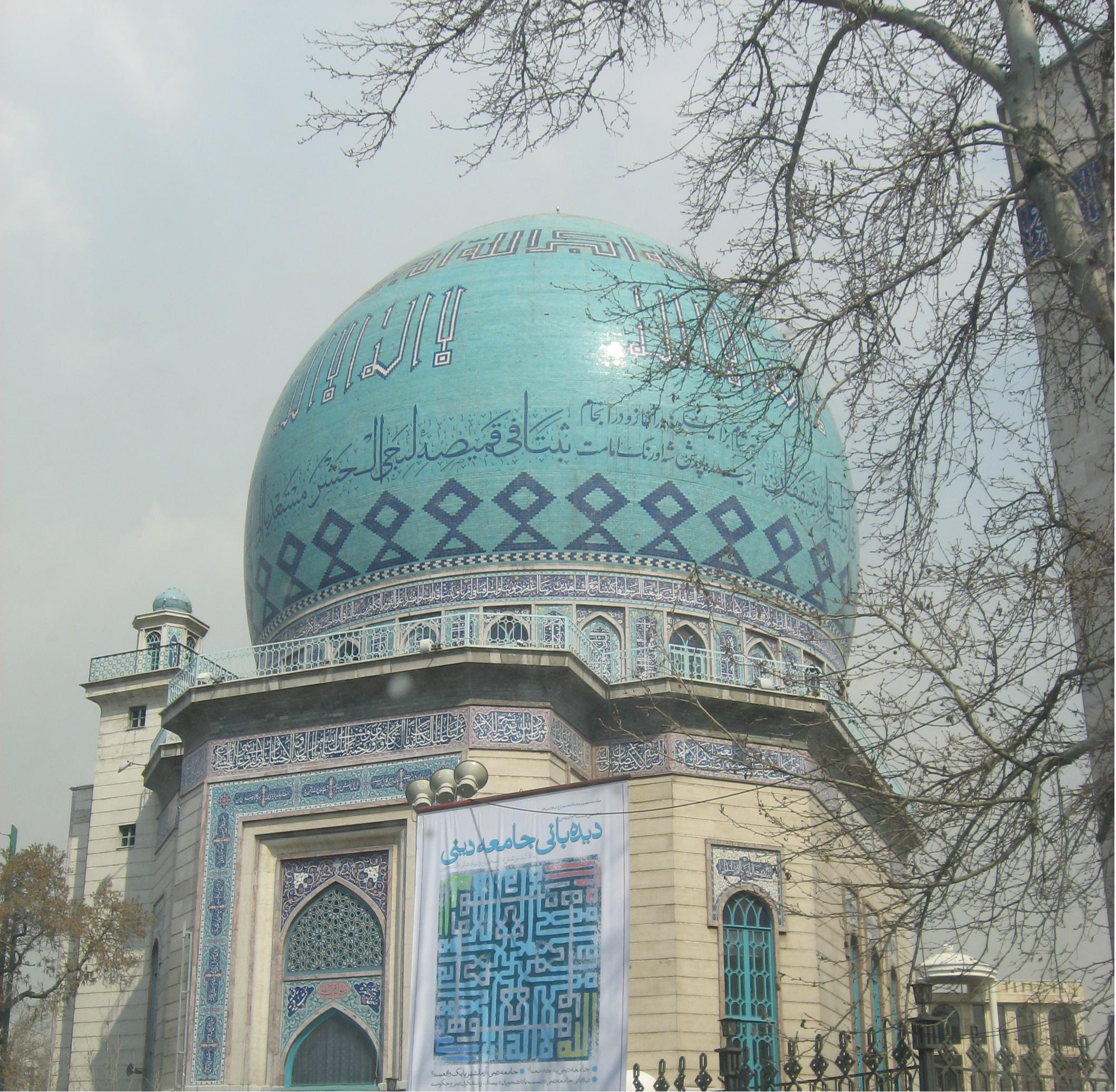
Хосейния Эршад в Тегеране (Иран)

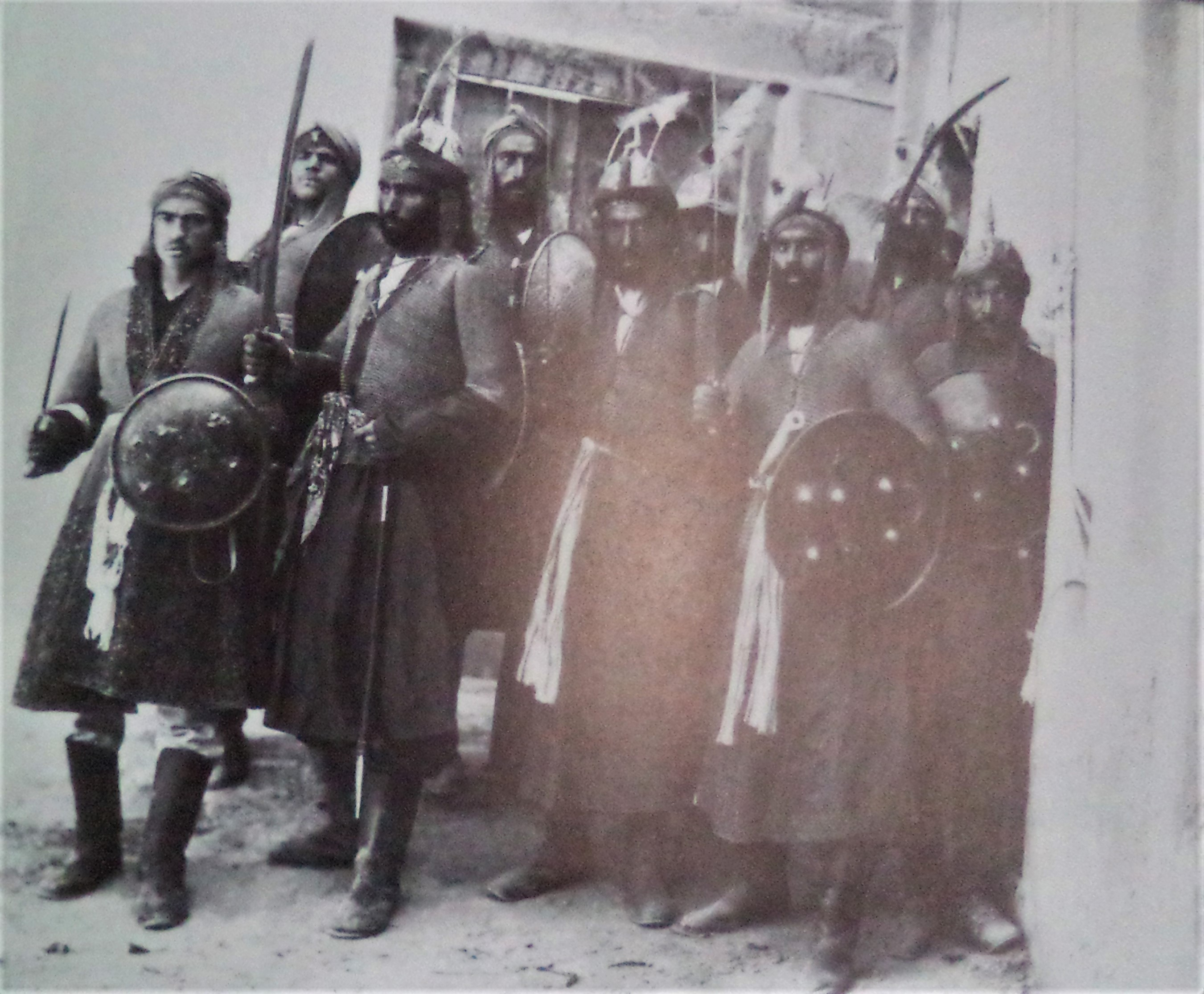
Тазия

Та’зи́я (араб. تعزية‎ —  соболезнование‎) — в исламе, соболезнование семье и близким умершего человека. В шиитском исламе тазией называется религиозная мистерия, театрализованное представление в память о «мученической» смерти внука пророка Мухаммеда, Хусейна ибн Али.

## Соболезнование
Соболезнование желательно выразить в течение первых трех дней и трех ночей после смерти усопшего. Выражение соболезнования в более поздний срок разрешается в том случае, если соболезнующие люди в это время были в пути или по различным причинам поздно узнали о смерти этого человека. Во всех суннитских мазхабах кроме маликитского, нежелательно (макрух) выражать соболезнование более одного раза.
Тазия совершается для успокоения семьи покойного. Близким умершего напоминают о терпении (сабр) и о том, что жизнь и смерть происходят по воле Аллаха. В хадисе пророка Мухаммеда говорится о том, что «непозволительно женщине, верующей в Аллаха и в Последний день, носить траур по покойному более трех дней, если только дело не касается её мужа, по которому траур следует соблюдать четыре месяца и десять дней». Важным считается выражение соболезнования после похорон (джаназа), когда близкие покойного больше всего испытывают чувство одиночества и нуждаются в поддержке. Выражать соболезнования можно в доме или мечети, однако ночевать в доме покойного, когда соболезнования выражаются в его доме, в исламе порицаемо.
При произнесении соболезнования мусульманину говорят: «А‘замал-лаху аджракя ва ахсана ‘аза-’акя ва гафара лимай-йитикя» (Да окажет Всевышний Аллах тебе благодеяние, да возвысит тебя степенью и позволит стойко перенести утрату. Да простит грехи покойного); если покойник немусульманин (кафир), а соболезнование произносится мусульманину, то говорят: «А‘замал-лаху аджрака ва ахсана ‘аза-’ака»; если покойник мусульманин, а соболезнование произносится немусульманину, то говорят: «Ахсанал-лаху ‘аза-’ака ва гафара лимай-итикя». Причина, по которой разным категориям людей произносятся разные слова, заключается в том, шариат запрещает произносить мольбы (дуа) покойнику-немусульманину.

## Шиитские мистерии
В шиитском исламе тазией называется религиозная мистерия, театрализованное представление в память о «мученической» смерти Хусейна ибн Али (10 октября 680 г.). Тазия совершается в первые десять дней месяца Мухаррама. Согласно шиитской традиции, непосредственно после гибели Хусейна начались особые траурные «собрания оплакивания» (маджалис ан-нияха). Согласно аль-Якуби, в знак раскаяния в своем предательстве куфийцы встретили пленённых родственников Хусейна плачем и самоизбиением, а на обратном пути в Медину представители «святой семьи» уговорили своих охранников остановиться у Кербелы. Там впервые было устроено первое оплакивание на 40-й день трагического события.
При Омейядах ежегодное поминание Хусейна и его спутников проходило негласно в Медине в домах шиитских имамов. Первоначально Аббасиды даже поощряли открытое проведение траурных церемоний, но при аль-Мутаваккиле (847—861) тазия была запрещена. При Буидах тазия получила в Ираке статус официального праздника. В 963 г. в Багдаде впервые была торжественно отпразднована тазия. Традиция празднования тазии появились в Сирии при Хамданидах, в Египте — при Фатимидах, в Иране — при Сефевидах.
В первое время «собрания» проходили в домах членов Ахль аль-Байт, позже — у шиитских святынь. В IX в. появляются профессиональные «плакальщики» и «ведущие». В начале X в. в Багдаде, Халебе и Каире появились специальные дома для проведения тазии (хусейния).
Празднование начинается в домах почитаемых шиитов, а затем перемещается в хусейнию или другие общественные места. Там в поэтически-театрализованной форме воспроизводится путь отряда Хусейна из Медины в Ирак. Также шииты проводят «домашние оплакивания», которые могут быть организованы дома в любое время года.
Тазия начинается со вступительной проповеди муллы-роузехана, предназначенной для создания у зрителей подобающего настроения. Проповедь заканчивается пением хора мальчиков, во время которого перед зрителями проходят «грудобойцы» и «камнебойцы», бьющие себя в грудь кулаками и камнями. Затем начинается само представление, в котором воспроизводятся эпизоды из жизни и истории гибели Хусейна и его близких. Представление сопровождается чтением поэм о трагических событиях.
Содержание и оформление тазии эффективно служит пропаганде идей шиизма, основной доктриной которого является наследование верховной власти (имамата) среди Алидов. В настоящее время в Иране тазия используется также в политических целях.